# Río Infierno
El Barranco de Cotera la Fuente o Canal del Infierno es un cauce fluvial situado en la Cornisa Cantábrica, al norte de la península ibérica.
Nace en la cara norte de la sierra del Cordel, a 1770 m s. n. m. en la zona conocida como Las Cadorras en el puerto de Sejos y se une al río Saja a la altura de Tramburríos tras recorre 6.78 km. Su recorrido discurre completamente dentro del Parque natural Saja-Besaya.

## Curso
Su curso es casi lineal en dirección norte formando una cuenca encajonada en forma de V llamada la Valleja de La Pájara, entre el cueto de Los Culeros y el de Orbaneja.
Mientras que en la parte alta del río son comunes las zonas de pastos, conforme este se va encajonando, aumentan los bosque de hayas, robles, fresnos, olmos y abedules, con una clara predominancia de los primeros, propicios para que los habiten jabalíes, rebecos, martas, gatos monteses, zorros y urogallos. Estos bosques se llaman Bosques de Corbero, así como Bosques del río Infierno.

## Estado de conservación
El río está poco o nada alterado, manteniéndose en muy buen estado de conservación.
En el año 2006 la canal del Infierno, junto a todo el cauce del río Saja desde su nacimiento hasta la hoz de Santa Lucía fue incluido dentro de la red de espacios naturales de Cantabria como lugar de importancia comunitaria río Saja. Así mismo, todo el trazado del río se encuentra dentro del Parque natural de Saja-Besaya.
- Datos: Q6115251